# Militära grader i Tjeckien
Militära grader i Tjeckien visar tjänstegrader och gradbeteckningar i den tjeckiska försvarsmakten.

## Officerare
|                      | Kompaniofficerare | Kompaniofficerare | Kompaniofficerare | Regementsofficerare | Regementsofficerare | Regementsofficerare | Generalspersoner | Generalspersoner | Generalspersoner | Generalspersoner |
| -------------------- | ----------------- | ----------------- | ----------------- | ------------------- | ------------------- | ------------------- | ---------------- | ---------------- | ---------------- | ---------------- |
| Armén och flygvapnet |                   |                   |                   |                     |                     |                     |                  |                  |                  |                  |
|                      | poručík           | nadporučík        | kapitán           | major               | pod- plukovník      | plukovník           | brigádní generál | generál- major   | generál- poručík | armádní generál  |
| OF-1                 | OF-1              | OF-2              | OF-3              | OF-4                | OR-5                | OF-6                | OF-7             | OF-8             | OF-9             |                  |
|                      | Fänrik            | Löjtnant          | Kapten            | Major               | Överste- löjtnant   | Överste             | Brigad-general   | General-major    | General-löjtnant | General          |

## Övriga grader
|            | Meniga | Meniga    | Gruppchefer | Gruppchefer | Gruppchefer | Specialistofficerare | Specialistofficerare | Specialistofficerare | Specialistofficerare | Specialistofficerare  |
| ---------- | ------ | --------- | ----------- | ----------- | ----------- | -------------------- | -------------------- | -------------------- | -------------------- | --------------------- |
| Armén      |        |           |             |             |             |                      |                      |                      |                      |                       |
| Flygvapnet |        |           |             |             |             |                      |                      |                      |                      |                       |
|            | vojín  | svobodník | desátník    | četař       | rotný       | rotmistr             | nadrotmistr          | praporčík            | nadpraporčík         | štábní praporčík      |
| OR-1       | OR-1   | OR-2      | OR-3        | OR-4        | OR-5        | OR-6                 | OR-7                 | OR-8                 | OR-9                 |                       |
|            | Menig  | Menig     | Menig 1.kl. | Vicekorpral | Korpral     | Sergeant             | Förste sergeant      | Fanjunkare           | Förvaltare           | Regements- förvaltare |